# Jean-Louis Véret
Jean-Louis Véret, né le 20 novembre 1927 à Paris et mort le 4 septembre 2011 à Saint-Georges-de-Didonne,, est un architecte français.

## Biographie
Il fait ses études à l'École nationale supérieure des beaux-arts à l'atelier de Louis Arretche et Georges Gromort. Il y rencontre ses futurs associés Pierre Riboulet et Gérard Thurnauer. Ils effectuent ensemble une mission au service d'urbanisme du Maroc dirigé par Michel Ecochard en 1949-1950 puis en 1951 et 1952. Ils sont tous trois diplômés en novembre 1952 avec un projet commun (Université de Fès). Jean-Louis Véret entre alors à l'atelier de Le Corbusier : il devient son collaborateur chargé du suivi des chantiers d'Ahmedabad en Inde, jusqu'en 1955. En 1957, il rejoint Riboulet et Thurnauer dans l'atelier parisien de Michel Ecochard pour travailler sur le projet d'université de Karachi. C'est à cette occasion qu'ils rencontrent Jean Renaudie. Tous les quatre, ils fondent en novembre 1958 l'Atelier de Montrouge, qui sera actif à Paris jusqu'en 1981.
Parmi les réalisations personnelles de Jean-Louis Véret, au sein de son agence personnelle (créée en 1981), les bâtiments des archives du film à Bois-d’Arcy (CNC), le siège social et la boutique Shu Uemura (boulevard Saint-Germain à Paris), ont été particulièrement salués par la critique, de même que les laboratoires de l’hôpital Avicenne à Bobigny réalisés pour l’Assistance publique (1983-1989).
Nommé « Architecte en chef des bâtiments civils et palais nationaux » par André Malraux en avril 1968, Jean-Louis Véret est responsable à ce titre du théâtre de l'Est parisien (à partir de 1982), du service des Archives du Film à Bois-d'Arcy (Centre National du Cinéma), et de la Villa Savoye de Le Corbusier à Poissy (à partir de 1985). Ces deux dernières missions donnent lieu au réaménagement de l’ensemble du site, à la restauration des bâtiments existants et à la construction de bâtiments neufs pour les Archives du Film d’une part (1985-1992) et à plusieurs campagnes de restauration pour la Villa Savoye d’autre part. Il cesse ses activités d'architecte en 1999.
Parmi ses nombreuses activités, Jean-Louis Véret a été « visiting critic » à l’école d’architecture de l’université Harvard (1977-1978), professeur invité à l’école d’architecture de Nancy (1981), professeur à l’École d'architecture de Paris-la-Villette (1985 à 1993), et a participé à des commissions ministérielles tant en France qu’à l’étranger.
Il a été commissaire et a organisé de nombreuses expositions, dont en 1978, l’exposition « Couleurs de l’Inde » à la galerie Bernheim, puis en 1985, l’exposition « Architectures en Inde » dans les locaux de l’ENSBA à Paris, où est notamment retracée son expérience corbuséenne.
Le cabinet atelier de Montrouge est lauréat du prix du cercle d'études architecturales en 1965 et du grand prix national de l'architecture en 1981.

## Repérage sommaire des réalisations
- 1981-1983 : Quartier du parc à Guyancourt, dans la ville nouvelle de Saint-Quentin-en-Yvelines
- 1985-1992 : bâtiment des Archives du film à Bois-d'Arcy (Yvelines)
- 1985-1992 : restauration de la Villa Savoye à Poissy
- 1986 : boutique et siège de Shu Uemura boulevard Saint-Germain à Paris
- 1982-1990 : laboratoires de l'hôpital Avicenne de Bobigny